# Rubus nemorosoides
Rubus nemorosoides är en rosväxtart som beskrevs av Heinrich E. Weber. Rubus nemorosoides ingår i släktet rubusar, och familjen rosväxter. Inga underarter finns listade i Catalogue of Life.